# Marks & Spencer
Pour les articles homonymes, voir Marks et Spencer.
Ne doit pas être confondu avec Mark Spencer.
Marks & Spencer plc (LSE : MKS), connu sous le nom de Marks & Spencer ou M&S, est une chaîne de magasins britannique populaire. C'est le premier vendeur de vêtements du pays quant au chiffre d'affaires et probablement la chaîne de magasins la plus emblématique du Royaume-Uni. M&S est également spécialisé dans la vente de nourriture et dans un troisième domaine : l'équipement d'intérieur. Cette branche est cependant moins développée que les deux précédentes.

## Histoire

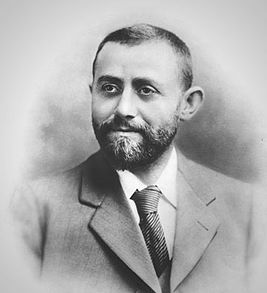
Michael Marks

À son arrivée en Angleterre, en 1882, Michael Marks, un immigré juif biélorusse de Slonim fuyant les Pogroms, alors âgé de 21 ans, a pour objectif de travailler pour John Barran, dans une entreprise de Leeds connue pour employer des réfugiés. Mais il a tout de suite rencontré Isaac Dewhirst, grossiste à Leeds, qui a proposé à l'immigré d'être colporteur à son compte dans les campagnes environnantes, dans le but de s'en faire un client. Recevant un prêt de 5 £ du négociant pour acheter une charrette et de quoi la remplir, Marks accepta l'offre de Dewhirst et parcourut la région pendant deux ans. S'étant constitué un pécule, il décida d'ouvrir en 1884 son propre stand sur le marché Kirkgate, à Leeds, d'abord en alternance avec le colportage, puis il se sédentarisa définitivement. Il s'agissait au départ d'une échoppe puis d'une chaîne de penny bazaars, c'est-à-dire de stands sur lequel chaque article était vendu au prix d'un penny. La consommation de masse se développant alors, le commerce de Marks rencontra le succès, permettant au jeune entrepreneur d'ouvrir d'autres magasins. Dix ans plus tard, en 1894, Marks était à la tête de douze boutiques. Il chercha alors un associé et investisseur pour l'aider dans la croissance de son entreprise. Après un refus de Dewhirst, il se tourna vers Thomas Spencer, son interlocuteur dans l'entrepôt de Dewhirst, qui y était caissier mais aussi chargé des approvisionnements. Spencer investit alors 300 £ dans le partenariat. Ensemble, ils ouvrirent leur premier magasin, au 20 Cheetham Hill Road à Manchester. En 1907, Spencer puis Marks moururent à quelques mois d'écart. S'ensuivit une lutte de pouvoir pour le contrôle de l'entreprise entre les fils respectifs des deux fondateurs et des associés entrés plus tard. C'est finalement Simon Marks qui prit la tête de l'affaire en 1915. Il en assura le développement jusqu'à sa mort en 1964.
Durant le XXe siècle, Marks & Spencer était considéré comme le géant de la grande distribution au Royaume-Uni[réf. nécessaire].
En 1997, le groupe est devenu le premier détaillant à réaliser un bénéfice avant imposition supérieur à un milliard de livres sterling.[réf. nécessaire] Cependant, en quelques années, il a traversé de nombreuses crises dont il ne s'est pas entièrement remis en 2008. Il a notamment procédé à une restructuration de ses activités internationales en 2001 qui a conduit à la fermeture de 38 magasins en Europe, dont les 18 qu'il possédait en France. Cette opération, mettant en cause 1 700 emplois, avait suscité une vive émotion et les magasins français, initialement voués à la fermeture, ont finalement été repris par le groupe Galeries Lafayette[réf. nécessaire].
En mai 2018, Marks & Spencer annonce la fermeture d'environ 100 magasins au Royaume-Uni pour l'horizon 2022.
En août 2020, Marks & Spencer annonce la suppression de près de 7 000 postes soit près de 9 % de ses effectifs notamment dans l'encadrement, à la suite du changement d'habitude de consommation des Britanniques.
Le 4 novembre 2020 , le britannique Marks and Spencer a signalé sa première perte en 94 ans en tant que société cotée en bourse en raison de la crise provoquée par la pandémie de COVID-19. Dans les six mois précédant le 26 septembre, le détaillant a annoncé une perte avant impôts de 87,6 millions de livres sterling par rapport aux bénéfices de 158,8 millions de livres sterling au cours de la même période de 2019,.
En janvier 2021, Marks & Spencer annonce l'acquisition de Jaeger, une entreprise britannique de mode, pour un montant non dévoilé.

## Activité
- Produits alimentaires
- Vêtements, produits d'hygiène et articles de la maison

La commercialisation des produits est assurée au travers d'un réseau de 1 487 magasins implantés essentiellement au Royaume-Uni (1 043), et par le biais de sites Internet (données fin 2019)
Plus de 90% du CA est réalisé au Royaume-Uni.

## Principaux actionnaires
Au 24 janvier 2020 :
| Schroder Investment Management                   | 4,64% |
| Threadneedle Asset Management                    | 4,42% |
| Majedie Asset Management                         | 4,35% |
| The Vanguard Group                               | 3,47% |
| Capital Research & Management (Global Investors) | 2,54% |
| Norges Bank Investment Management                | 2,37% |
| Jupiter Asset Management                         | 2,35% |
| RWC Asset Management                             | 2,31% |
| BlackRock Fund Advisors                          | 2,29% |
| Capital Research & Management (World Investors)  | 2,22% |

## Implantations

### Royaume-Uni

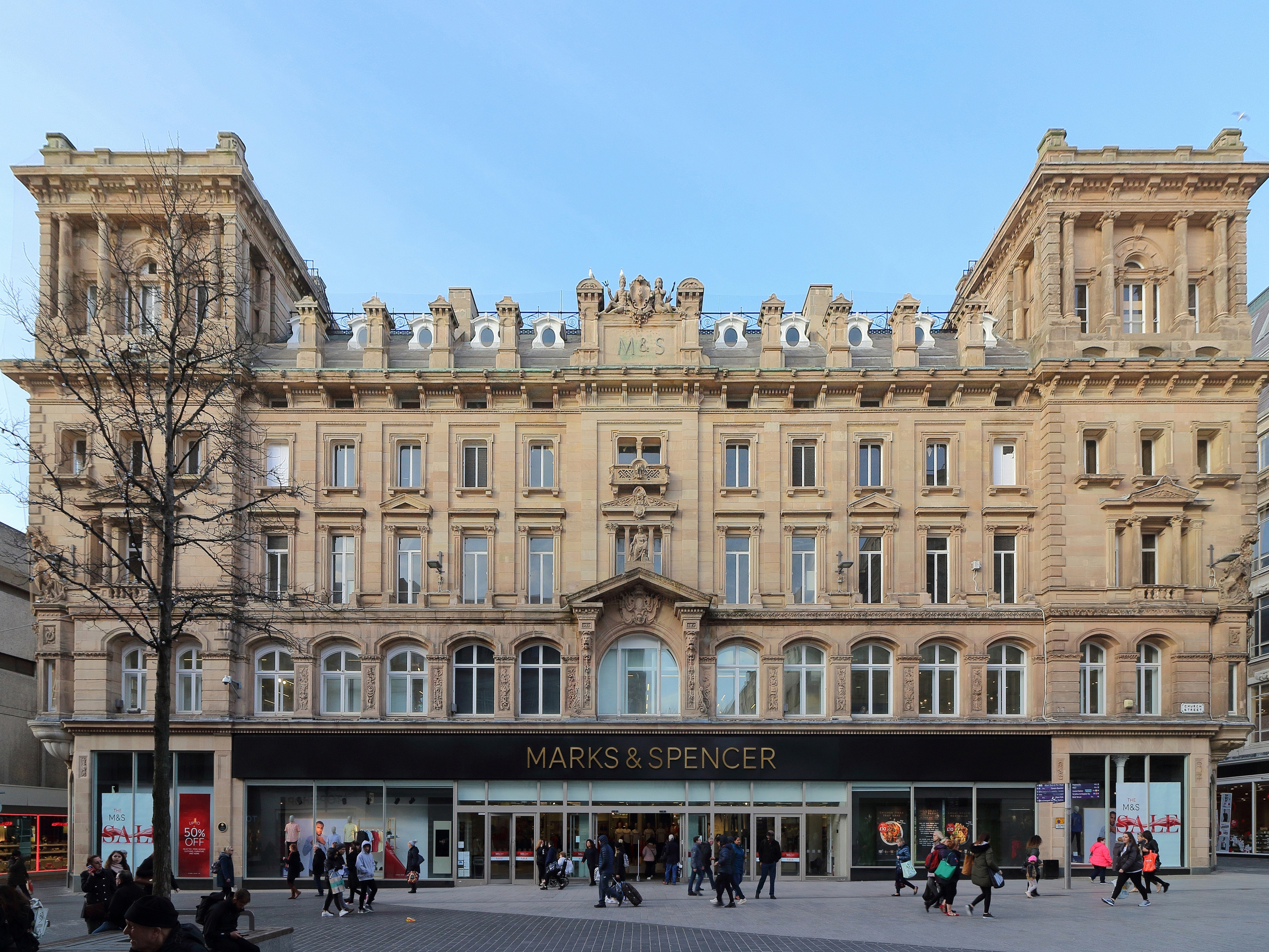
Compton House, où se trouve le plus grand magasin M&S de Liverpool (2019).

Au Royaume-Uni, on peut trouver un magasin M&S dans la plupart des villes. Cela peut être un 'M&S Simply Food' ou un grand magasin qui propose vêtements, nourriture, décoration pour l'habitat et a souvent un restaurant ou café. Il y a plus de 700 magasins en Grande-Bretagne, situé dans les rues commerçantes, les centres commerciaux, les gares, les aéroports.

### France
L'entreprise avait des magasins jusqu'en 2001.
Depuis, un Marks & Spencer a rouvert sur les Champs-Élysées fin 2011. Puis, entre octobre 2012 et novembre 2014, 6 autres magasins ouvrent leurs portes en France, à Levallois-Perret, au centre commercial Aéroville, dans le 15e arrondissement de Paris au sein du centre commercial Beaugrenelle, sur le boulevard Saint-Michel et au marché Saint-Germain (6e arrondissement de Paris), à Alesia (14e arrondissement de Paris) et ou encore à Villeneuve-la-Garenne, à La Défense, ou plus récemment proche du boulevard Haussmann à Paris. Ils comportent, en fonction de chaque magasin, des rayons femmes, hommes, enfants, nourriture ou également un coin café proposant des produits anglais emblématiques.
En novembre 2016, dans le cadre d'un plan de restructuration concernant dix pays, l'entreprise annonce la fermeture des sept magasins qu'elle détient en propre en France, dont celui du centre commercial Beaugrenelleet celui des Champs-Élysées, menaçant 516 emplois ; les onze magasins franchisés (M&S Grévin-Passage Jouffroy, M&S Saint Germain, M&S Vill'up, M&S Duban, M&S Saint Michel, M&S Palais des congrès, M&S Alésia, M&S Rex, M&S Ledru Rollin, M&S Chatelet, M&S La Défense, M&S CDG), spécialisés dans l'alimentaire et tous situés en Île-de-France, ne sont pas concernés, pas plus que le site internet. En septembre 2021, Marks & Spencer annonce la fermeture des 11 magasins possédés par le franchisé SFH, ne restant que les franchisés de Lagardère Travel Retail, principalement situés dans des pôles de transports.

## Dirigeants

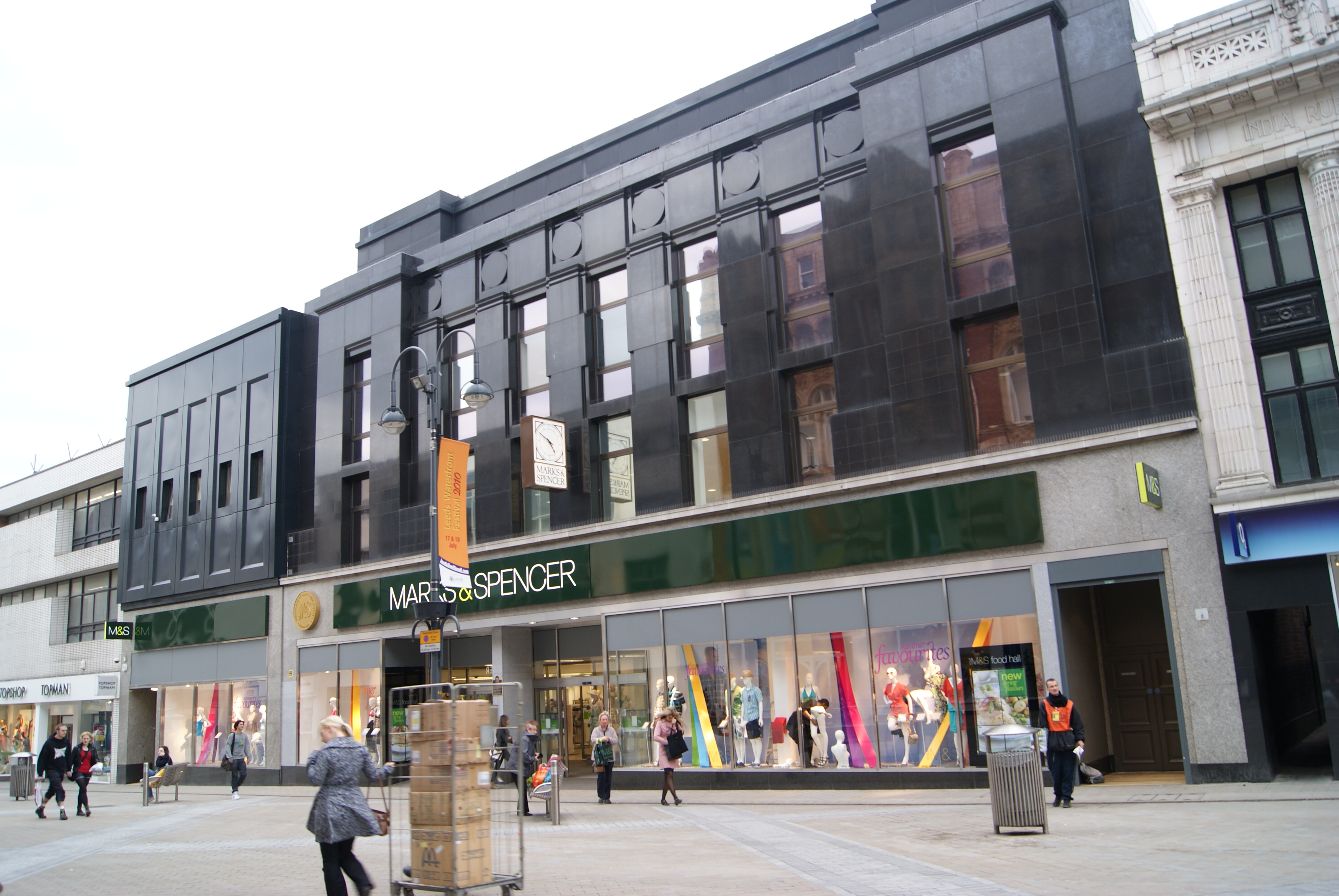
Marks & Spencer à Leeds.

- 1884-1907 : Michael Marks (fondateur de l'enseigne avec son premier magasin de Leeds ouvert en 1884)
- 1907–1916 : William Chapman[15].
- 1916–1964 : Simon Marks (en) (Lord Marks)
- 1964–1967 : Israel Sieff (Lord Sieff)
- 1967–1972 : Edward Sieff
- 1972–1984 : Marcus Sieff (en) (Lord Sieff)
- 1984–1991 : Derek Rayner (en) (Lord Rayner)
- 1991–1999 : Sir Richard Greenbury (en)
- 2000–2004 : Luc Vandevelde
- 2004–2006 : Paul Myners
- 2006–2009 : Lord Burns
- 2009–2010 : Sir Stuart Rose
- 2010 – actuel : Robert Swannell

La famille Sieff était une des familles fondatrices. Quand Stuart Rose a pris les commandes de l'entreprise en 2004, il fut nommé directeur mais pas président. Paul Myners a été nommé directeur en 1994.